# 88292 Bora-Bora
88292 Bora-Bora è un asteroide della fascia principale. Scoperto nel 2001, presenta un'orbita caratterizzata da un semiasse maggiore pari a 2,2300612 UA e da un'eccentricità di 0,2517391, inclinata di 2,85812° rispetto all'eclittica.
L'asteroide è dedicato all'isola polinesiana di Bora Bora.